# Chongtar Kangri
Le Chongtar Kangri (anciennement mont Spender, du nom du topographe qui accompagnait Eric Shipton et Bill Tilman en 1937,) est un sommet de 7 315 m d'altitude du massif du Baltoro Muztagh dans le Karakoram. Il se situe à 8 km à l'ouest du K2, en Chine. Sa proéminence est de 1 295 m. Proches du point culminant, il présente un sommet Nord, 7 250 m, et un sommet Sud 7 180 m, ainsi qu'un sommet Nord-Est 7 145 m (hauteur de culminance 205 m), et plus à l'est le Chongtar Kangri II, 6 854 m d'altitude et 445 m de culminance.
La signification de Chongtar en balti est incertaine : « haut pâturage », ou bien « cairn en hauteur » ou bien encore « lieu élevé pour cérémonies ».
Une première tentative fut faite en 1985 par une expédition américaine menée par Jim Bridwell qui parvint à 7 000 m par l'arête ouest. Le 8 septembre 1994, les Australiens Greg Mortimer, Luke Trihey et le Néo-zélandais Colin Monteath gravissent le point culminant et le sommet Nord, par l'arête ouest. Le Chongtar Kangri II et sommets Sud et Nord-Est, sont vierges, le Chongtar Kangri Nord-Est pouvant être compté parmi les plus hauts sommets vierges du monde.